# Sièges de Buda
Guerre austro-turque (1683-1699)
Batailles
- Vienne
- Párkány
- Vác
- Buda (1)
- Érsekújvár
- Eperjes (en)
- Kassa
- Buda (2)
- Pécs
- Mohács
- Crimée (1)
- Belgrade (1)
- Batočina (en)
- Crimée (2)
- Niš
- Zărnești
- Kačanik
- Mytilène (en)
- Belgrade (2)
- Slankamen
- Belgrade (3)
- Îles Inousses
- Chios
- Zeytinburnu
- Azov
- Lugos
- Andros (1)
- Ulaş
- Cenei (en)
- Andros (2) (en)
- Zenta
- Podhajce
- Samothrace

Les sièges de Buda sont deux épisodes de la campagne de Hongrie qui oppose la Sainte Ligue et l’Empire ottoman. Ils font suite au second siège de Vienne entrepris par les Turcs en 1683, qui marque la reprise de la guerre austro-turque (1683-1699). Victorieux à la bataille de Vienne, les Habsbourg lancent une vaste contre-offensive pour conquérir la Hongrie et sa capitale, Buda, ottomane depuis plus d'un siècle. Après un demi-échec sanglant devant la ville en 1684, la Sainte Ligue mobilise deux ans plus tard une armée importante et s'empare de Buda après un long siège.

## La Sainte Ligue

### Formation de la Sainte Ligue
Lors du siège de Buda de 1541 (en), la capitale du royaume de Hongrie était tombée aux mains des Turcs. Au cours des 145 années qui suivent, elle est gouvernée par les Ottomans, qui y imposent le système administratif de leur empire.
À la suite de la défaite ottomane devant Vienne en 1683, l’empereur Léopold Ier juge opportun de contre-attaquer plus à l’est, transformant ainsi la victoire tactique que constitue la levée du siège de Vienne en victoire stratégique, destinée à permettre la conquête de la plaine hongroise. Avec l’appui du pape Innocent XI, il participe à la formation d'une Sainte Ligue contre la grande puissance musulmane, unissant sous sa bannière le roi Sobieski de Pologne et la république de Venise, officialisée le 5 mars 1684.

### Composition
La Sainte-Ligue est une coalition de princes chrétiens, catholiques et protestants, dirigée contre la présence ottomane en Europe. Elle regroupe le Saint-Empire, représentés par les États héréditaires des Habsbourg, les électorats de Saxe, de Bavière et de Brandenbourg.
À cette coalition d'États monarchiques s'ajoutent des volontaires venus de toute l'Europe, notamment 6 000 Français, attirés par l'esprit de croisade, ainsi que des compagnies venues des cercles impériaux.
Cette coalition est soutenue financièrement par le Pape et l'Espagne, qui fournissent l'argent nécessaire à l'entretien de l'armée coalisée.

### Armée
L'armée rassemblée par la Ligue pour la conquête de Buda regroupe, le 16 juin 1686, 52 000 hommes, appartenant à des détachements envoyés par les princes chrétiens.
C'est donc une armée de vétérans qui se prépare à conquérir la ville de Buda en 1686.

## Buda, objectif de la Sainte-Ligue
Capitale du royaume de Hongrie, la ville foyer culturel au XVe siècle, la ville occupe au milieu de XVIIe siècle un site stratégique sur le Danube, inexpugnable avec les moyens de l'époque; la ville fait l'objet, entre 1541 et 1684, de cinq tentatives de reconquête menées par les Habsbourg, toutes vouées à l'échec.
Cependant, au fil des hostilités qui se prolongent et en dépit des exhortations du Saint-Siège,, la conquête de Buda ne constitue plus un objectif essentiel pour l'Autriche, dont les généraux développent différentes stratégies pour la conduite de la guerre.

## Le premier siège en 1684

### Opérations autour de la ville
La ville d'Esztergom, capitale du sandjak éponyme, est prise après un court siège (du 22 au 28 octobre 1683), assurant à l'armée impériale une base solide au nord de Buda. Au printemps 1684, une armée d'environ 38 000 hommes, commandée par Charles V de Lorraine, marche sur Buda pour la libérer des Turcs. Le 30 mai 1684, les Impériaux apprennent que le serasker est arrivé à Buda pour prendre la tête des opérations.
Le pont sur le Danube à Esztergom ayant été rétabli le 13 juin, la tête de l'armée impériale, commandée par Maximilien von Starhemberg (de) et le général de cavalerie Louis-Guillaume de Bade-Bade atteint les murs de Visegrád le 15 juin. La ville, située en face d'Esztergom sur la rive gauche du Danube, est prise d'assaut ; une diversion ottomane vers Esztergom, le 17 juin, reste sans effet, et la citadelle de Visegrád capitule le 18 juin.
Le 27 juin, à Vác, l’armée impériale tombe sur un le corps d'armée turc, fort de 17 000 hommes. Alors que les Turcs se sont retranchés sur une position favorable, Charles V, à l'issue d'une préparation d'artillerie, part à l’assaut des positions ottomanes. Le centre de l'armée impériale, mené par Maximilien von Starhemberg, met l'ennemi en fuite à l'issue de la brève bataille de Vác. La ville tombe aux mains des Autrichiens le soir même.

### Prise de Pest et opérations à Buda

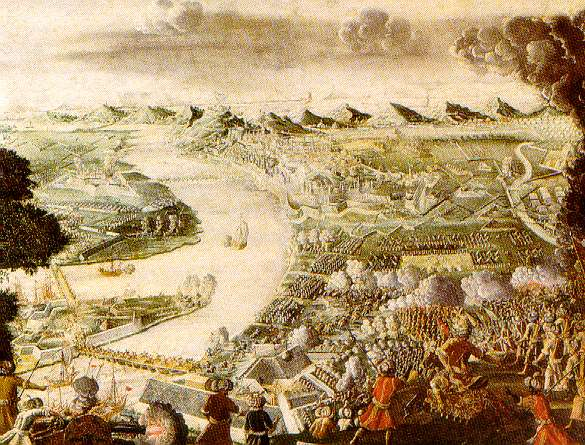
Siège de Buda, peinture anonyme (v. 1700)

Le 30 juin, le gros de l’armée impériale entre dans la cité de Pest, que les Turcs ont incendiée en la quittant. Repassant le Danube à Vác, les Autrichiens mettent le siège devant Buda, tenue par 10 000 défenseurs Turcs. L’armée impériale, forte de 34 000 hommes, entreprend le bombardement de la forteresse avec 200 canons le 14 juillet 1684, date anniversaire du début du siège de Vienne. la conduite du siège est confié au maréchal von Starhemberg, le défenseur héroïque de Vienne.
Le 18 juillet, Charles de Lorraine s'installe avec son armée sur les hauteurs qui entourent Buda, laissant l'assaut de la ville aux soins de Stahremberg. Le même jour, l'armée du serasker tente une attaque sur les arrières des Impériaux tandis que les janissaires de la garnison de Buda, par un mouvement concerté, font une sortie contre les assiégeants ; cette attaque reste sans effet. Le 19 juillet, l’armée impériale envahit la partie basse de la ville de Buda, mais, faute d'un contingent suffisant pour l'occuper, le maréchal von Starhemberg ordonne d'incendier les maisons.
Le 1er août, le gouverneur de Buda, Kara Mohammed Pacha, est tué par une bombe ; Cheytan Ibrahim Pacha lui succède et tient en échec les assaillants. Au cours des mois de juillet et d'août, l’armée impériale multiplie les assauts contre la citadelle, mais est chaque fois repoussée. Au début du mois de septembre, un général autrichien signale à l’état-major que le nombre de combattants valides a fondu à 12 500 hommes et que le moral des troupes est au plus bas. Le 11 septembre, un corps d'armée de réserve atteint Buda, et on organise la relève.
Du 22 au 25 septembre , une armée de secours ottomane commandée par le serasker Mustafa Pacha de Rodosto (en) tente plusieurs attaques contre les lignes extérieures des assiégeants, appuyées par des sorties de la place. L'arrivée de renforts allemands commandés par l’Électeur Maximilien-Emmanuel de Bavière amène le serasker à se retirer. Le 25 septembre, l’Électeur envoie un émissaire au pacha de Buda pour le sommer de capituler : le pacha lui fait voir ses fortifications, ses troupes et ses provisions pour lui montrer qu'il n'a aucune raison de se rendre. Au fil des assauts, rendus encore plus meurtriers par les tirs de la garnison assiégée, l’armée impériale perd l'espoir. Le maréchal von Starhemberg, grièvement blessé, perd la confiance de la troupe : il est alors relevé de son commandement.
Le mois d'octobre est marqué par des pluies incessantes, ce qui accélère la décision de repli. Charles de Lorraine, malade, laisse le commandement à l’Électeur de Bavière et au comte de Caprara. Le 30 octobre, l’armée autrichienne lève le camp après 109 jours de siège, non sans avoir rasé la ville de Pest et les faubourgs de Buda pour ne pas les laisser à l'ennemi. Elle a été décimée pour plusieurs raisons : multiples escarmouches, dysenterie, épidémie de fièvre, des tranchées mal dessinées, et divers mécomptes tactiques. La retraite est rendue encore plus difficile par le harcèlement de la cavalerie turque, la crue du Danube qui complique la circulation des péniches et la rupture du pont d'Esztergom qui ne sera rétabli que le 13 novembre. Les pertes de l'armée chrétienne sont évaluées entre 10 000 et 28 000 hommes.

## Le second siège en 1686

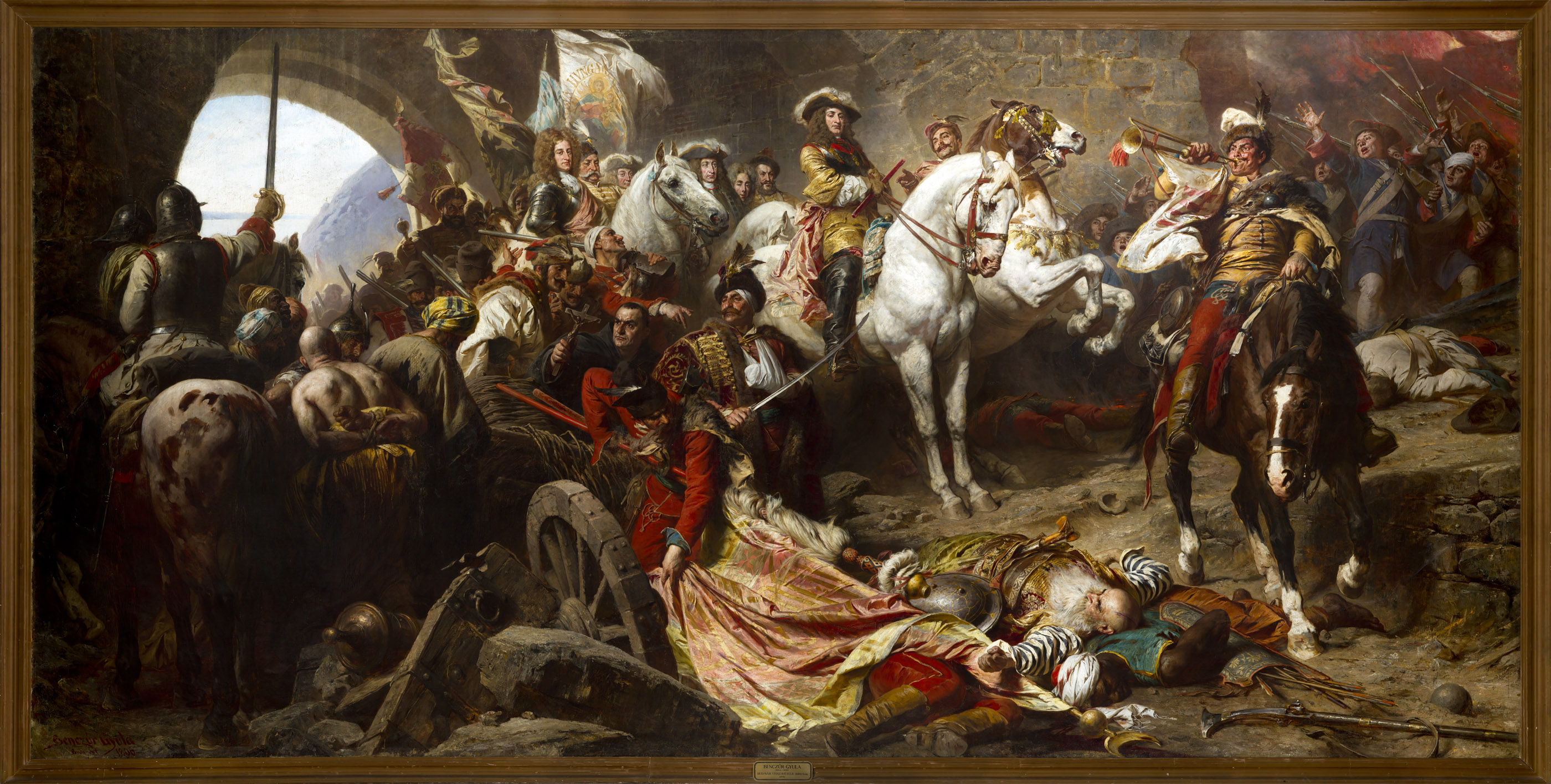
L'armée impériale pénétrant dans Buda : Charles V de Lorraine (à cheval, à gauche) et Eugène de Savoie (à cheval, à droite) devant le corps du général ottoman Abdurrahman Abdi Pacha. Peinture de Gyula Benczúr, 1896

### Préparation
Instruit par l'échec de 1684, Charles de Lorraine ne relance les opérations qu'à l'issue d'une minutieuse préparation ; la campagne de 1685 donne aux troupes impériales, en dépit de succès en apparence modestes, de solides bases de départ en vue du siège, mettant la ville presque sur la ligne de front austro-turque. La prise de Neuhaeusel (Nové Zámky, Érsekújvár, Uyvar), capitale du pachalik d'Uyvar, le 19 août 1685, assure ses communications au nord.
En 1686, deux années après le premier siège avorté de Buda, la Couronne d'Autriche lance une nouvelle campagne d'invasion de la Hongrie ottomane. Cette fois, l'armée de la Sainte Ligue, deux fois plus nombreuse qu'en 1684, compte 74 000 hommes de toutes nationalités, des artilleurs et des officiers en grand nombre. L'état-major impérial songe d'abord à s'emparer de Stuhlweissenburg (Székesfehérvár) ou d'Erlau (Eger), ou à mener un raid contre le pont d'Osijek, voie de passage vitale de l'armée ottomane sur la Drave ; mais la sécheresse cause une pénurie de fourrage pour la cavalerie et retarde le début des opérations. Le 10 juin 1686, le chancelier impérial Theodor Heinrich von Strattmann (de) donne l'ordre de reprendre le siège de Buda.

### Opérations
Les opérations pour la prise de la ville débutent le 12 juin contre des forces ottomanes composées de troupes de forteresse et de la garnison de Buda. Selon des prisonniers ottomans, la garnison se compose de 3 000 janissaires et 5 000 autres soldats sous un chef âgé mais résolu, Abdurrahman Abdi Pacha.
La place est investie à partir du 18 juin par des unités de cavalerie, rapidement rejointes par les unités d'infanterie. Le siège proprement dit commence le 18 par les travaux de terrassement, destinés à protéger les assaillants d'une attaque de l'extérieur, mais la tranchée est ouverte seulement le 20, marquant le début officiel du siège, tandis que l'artillerie de siège arrive dans le camp chrétien.
Face à ces préparatifs de siège, les Ottomans ne restent pas inactifs. En effet, dès le 20 juin, la cavalerie alliée doit repousser une tentative de secours de la ville menée depuis les confins ottomans; un détachement de 4 000 cavaliers est ainsi détaché pour la protection des pionniers, chargés des travaux de terrassement, indispensables à la prise de la ville.
Le prince Eugène et ses dragons couvrent l'arrière-garde autrichienne contre l'armée de secours turque.
La brèche est ouverte dans la ville basse, à la suite d'un intense pilonnage sur les murailles de la ville. La ville basse est prise d'assaut le 24 juin, les Ottomans se repliant dans la ville haute, dans l'attente de l'armée de secours.
La ville haute subit un intense bombardement, créant des brèches dans la muraille de la citadelle et touchant notamment la poudrière. Un assaut est alors ordonné, à l'issue duquel des unités allemandes parviennent à conquérir une partie de la première muraille de la citadelle.
Le 13 août, on annonce l'arrivée d'une armée de secours ottomane de 60 000 soldats sous le commandement du grand vizir Kara Ibrahim Pacha (en). En fait, seul un détachement de 6 000 janissaires et 4 000 sipahis se présente devant les lignes des Impériaux le 14 août ; il est repoussé et 3 000 janissaires sont tués. Une nouvelle tentative pour faire entrer des renforts dans la place, le 29 août, est encore un échec. Le grand vizir livre une série d'escarmouches au sud de Buda avant de se replier sur Esseck (Osijek) et abandonner la forteresse à son sort,.
Une fois les armées de secours ottomanes écartées, le siège reprend avec plus d'intensité à partir du 20 août, réduisant une à une les défenses de la ville.

### Négociations avec le pacha
Parallèlement aux opérations militaires, Charles de Lorraine, l'un des commandants de l'armée chrétienne, souhaite obtenir la reddition de la ville, encerclée par un triple réseau de tranchées et de fortifications.
Ainsi, le 22 juillet 1686, il propose aux assiégés la reddition de la ville, garantissant en échange l'évacuation de la garnison. Cette proposition fait l'objet de contre-propositions du pacha de la ville encerclée, qui est favorable à l'échange de la ville contre une autre ville conquise par les coalisés, clause refusée par Charles de Lorraine.
À côté de ces négociations officielles, le pacha mène des négociations séparées avec certains capitaines alliés, notamment avec l’Électeur Maximilien-Emmanuel de Bavière, chef en second de l'armée impériale, sans succès.

### Prise de la ville
Le 3 septembre, la ville est prise d'assaut. 3 000 hommes de la garnison ottomane résistant aux assauts chrétiens sont massacrés (en dépit de quelques redditions partielles), tandis que 1 500 soldats ottomans, sous la conduite du second du pacha, se rendent aux troupes de la Sainte-Ligue. Dans le même temps, une partie de la population de la ville est massacrée lors de l'assaut.
Après 143 années d'occupation turque, la ville tombe enfin. Une fois dans les murs, les vainqueurs se déchaînent contre les « païens ». La crainte des ottomans, alimentée par les récits d'atrocités contre les civils et les positions religieuses de l'Église de Rome, constitue une peur profondément ancrée dans la conscience européenne de l'époque :
« Buda fut prise et abandonnée au pillage. Les soldats commirent de tels excès contre les Turcs, dont la longue et patiente résistance avait coûté la vie à un nombre incroyable de leurs camarades, qu'il n'eurent d'égard ni à l'âge ni au sexe. L'Électeur de Bavière et le duc de Lorraine, choqués en apprenant le nombre d'hommes tués et de femmes violées, donnèrent des ordres pour mettre un terme au massacre, et sauvèrent la vie à plus de 2 000 Turcs. » Plus de 3 000 Turcs trouvent la mort au cours de la mise à sac.

## Conséquences

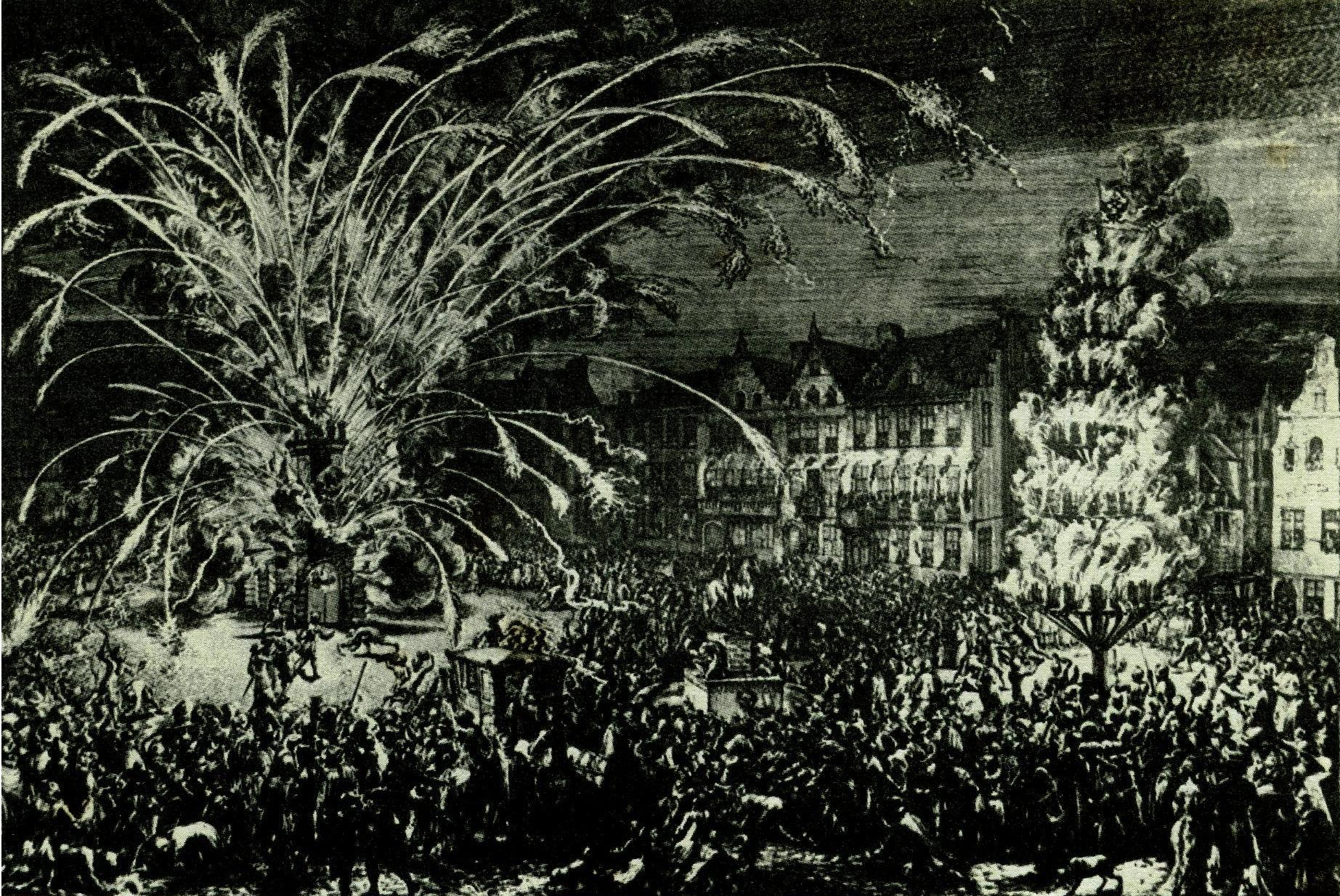
Feux d'artifice à Bruxelles en commémoration de la libération de Buda en 1686

La conquête de Buda par les impériaux est abondamment exploitée par la famille de Habsbourg.
Tout d'abord, le parlement hongrois, réuni à Presbourg en novembre 1687 à la suite de la victoire de Mohács, reconnaît la souveraineté héréditaire des Habsbourg sur la couronne de Hongrie, renonçant à tout recours futur. En outre, ce parlement se propose de couronner lui-même roi de Hongrie le prince héritier Habsbourg du vivant même de son père. C'est ainsi que le 9 décembre 1687 Joseph, le fils de l’empereur Léopold, âgé seulement de 9 ans, est sacré roi de Hongrie avec la couronne de saint Étienne. La Hongrie, devenue un fief héréditaire Habsbourg, vit finalement dès le mois de juin 1688 la création d'une « commission pour l'établissement de la monarchie de Hongrie », destinée à promouvoir dans le pays un fort mouvement monarchiste, favorable à l’absolutisme et au mercantilisme viennois.
Ensuite, la victoire engendre par la suite une intense propagande, mise en œuvre par les Habsbourg, magnifiant les acteurs de la reconquête du royaume et les Habsbourg, pour le compte desquels la reconquête est menée.
La communauté juive de Buda comptait un millier de membres dont certains avaient été chassés de Vienne en 1670, d'autres avaient fui les troubles en Pologne-Lituanie : considérés comme collaborateurs des Turcs, environ un quart d'entre eux sont tués par les bombardements ou massacrés lors de la prise de la ville, un quart libérés contre rançon et doivent quitter la ville grâce à la médiation de deux notables juifs, Sender Tausk (en) et Samuel Oppenheimer, banquier de la cour de Vienne ; les autres sont emmenés captifs et finalement libérés contre rançon. La communauté juive est pratiquement anéantie et quand Buda et Pest sont élevées au rang de villes libres royales en 1703, leur charte prévoit qu'aucun juif ne pourra y séjourner.